# جنگ انقلاب آمریکا
جنگ انقلاب آمریکا (۱۷۸۳–۱۷۷۵) یا جنگ استقلال آمریکا در ابتدا با درگیری بین پادشاهی بریتانیای کبیر و مستعمرات سیزده‌گانهٔ بریتانیا در آمریکای شمالی آغاز شد و سرانجام به یک درگیری سراسری میان چندین قدرت بزرگ اروپایی تبدیل شد.
جنگ انقلاب آمریکا نتیجهٔ انقلاب سیاسی آمریکا بود که با کشمکش مابین پارلمان بریتانیای کبیر و مستعمره‌نشینانی که به قانون تمبر اعتراض داشتند آغاز گردید. آمریکایی‌ها تصویب قانون تمبر را مغایر با قانون اساسی می‌پنداشتند. پارلمان بر حقش مبنی بر مالیات بستن بر مستعمره‌نشینان پای می‌فشرد و آمریکاییان خواستار احقاق حقوق‌شان به عنوان شهروندان بریتانیا بودند و پرداخت مالیات را بدون حضور در پارلمان برنمی‌تابیدند. آمریکایی‌ها در هر مستعمرهٔ دولت سایه تشکیل دادند و کنگرهٔ قاره‌ای را تأسیس نمودند. بایکوت چای بریتانیا از جانب آمریکایی‌ها در سال ۱۷۷۳ به جنبش چای بوستون منجر شد. لندن در پاسخ به وقوع مهمانی چای، دولت مستقل ماساچوست را برانداخت و آن را تحت سیطرهٔ ارتش به فرماندهی ژنرال توماس گیج کرد. در آوریل ۱۷۷۵ گیج ارتش کمکی را برای خواباندن طغیان‌ها و یاغی‌گری‌ها به خارج از بوستون گسیل کرد. شبه‌نظامیان محلی که به «مردان کوچک» معروف بودند به رویارویی با ارتش بریتانیا برخاستند و تقریباً مقدمهٔ لشکر را نابود کردند. نبردهای لگزینگتون و کنکورد آتش جنگ را شعله‌ور ساخت. احتمال هر گونه مصالحه هنگامی که مستعمره‌نشینان در ۴ ژوئیهٔ ۱۷۷۶ اعلام استقلال کردند و کشور جدید ایالات متحدهٔ آمریکا را بنا گذاردند از میان رفت.
امروزه چهار ژوئیه یا «فورس آو جولای» به عنوان روز استقلال آمریکا تعطیل و روز جشن است که در آن همهٔ کشور به شادی و آتش بازی می‌پردازند.
فرانسه، اسپانیا و جمهوری هلند هر سه از اوایل ۱۷۷۶ مخفیانه برای انقلابی‌های آمریکایی تدارکات، مهمات و سلاح فراهم می‌کردند. پس از موفقیت‌های ابتدایی بریتانیا، جنگ بدون برتری هیچ‌یک از طرف‌ها درگیری ادامه می‌یافت. بریتانیا از برتری نیروی دریایی خود سود برد تا شهرهای ساحلی آمریکا را تسخیر و اشغال کند؛ با این وجود شورشیان بر عمده مناطق بیرون از شهر که ۹۰ درصد جمعیت مستعمره‌نشینان ساکن آن مناطق بودند تسلط داشتند. استراتژی بریتانیا بر بسیج کردن شبه‌نظامیان وفادارماندگان تکیه داشت که البته هیچ‌گاه به‌طور کامل تحقق نیافت. در ۱۷۷۷ در نبرد ساراتوگا سربازان بریتانیایی که از سمت کانادا به ساراتوگا حمله‌ور شدند به اسارت افتادند. اوایل ۱۷۷۸ به دنبال پیروزی آمریکا در نبرد ساراتوگا فرانسه ترغیب شد که آشکارا به جنگ ضد بریتانیا وارد شود که این امر به توازن قوای نظامی دو طرف درگیر کمک شایانی می‌کرد. اسپانیا و جمهوری هلند -متحدین فرانسه- نیز با تهدید به تهاجم به بریتانیا و به جد آزمودن قدرت نظامی بریتانیا با دست زدن به عملیات نظامی در اروپا به مخاصمه با بریتانیا پرداختند. دخالت اسپانیا در جنگ به خروج بریتانیایی‌ها از فلوریدای غربی منجر و منتهی شد که جبههٔ جنوبی را برای آمریکاییان امن کرد.
دخالت فرانسه مؤثر بود ولی از آن‌جا که به نابودی اقتصادش انجامید برایش گران تمام شد. در ۱۷۸۱ پیروزی نیروی دریایی فرانسه در نبرد چساپیک ارتش بریتانیا را که به محاصرهٔ یورک‌تاون دست زده بود به تسلیم واداشت. در ۱۷۸۳ با انعقاد معاهدهٔ پاریس، جنگ رسماً پایان یافت و حاکمیت ایالات متحده بر مناطقی که امروزه تقریباً به کانادا از شمال، فلوریدا از جنوب و رود می‌سی‌سی‌پی از غرب محدود است به رسمیت شناخته شد.